# Robert Favreau (réalisateur)
Pour les articles homonymes, voir Robert Favreau et Favreau.
Robert Favreau est un réalisateur, monteur et scénariste québécois, né le 9 juillet 1948 à Montréal.

## Filmographie

### Réalisateur
- 1973 : Vous savez ça M. le Ministre ??[1]
- 1975 : Le Soleil a pas d'chance
- 1980 : Corridors
- 1980 : Pris au piège
- 1988 : Portion d'éternité
- 1991 : Nelligan
- 1998 : L'Ombre de l'épervier (série télévisée)
- 2000 : L'Ombre de l'épervier II (série télévisée)
- 2000 : Les Muses orphelines
- 2005 : Pied-de-biche, coréalisé avec Rachel Verdon
- 2006 : Un dimanche à Kigali

### Monteur
- 1973 : Vous savez ça M. le Ministre ??
- 1975 : Le Soleil a pas d'chance
- 1980 : Corridors
- 1985 : Le Million tout-puissant

### Scénariste
- 1991 : Nelligan
- 1998-2000 : L'Ombre de l'Épervier I et II
- 2006 : Un dimanche à Kigali

## Distinctions

### Récompenses
- 1993 : Prix Lumières
- 2007: Prix Génie de la meilleure adaptation Un dimanche à Kigali
- 2007: Prix Jutra du meilleur montage sonore Un dimanche à Kigali
- 2007: Prix Jutra meilleure direction photo Un dimanche à Kigali

### Nominations
- 2001 : Prix Génie de la meilleure réalisation pour Les Muses orphelines
- 2001 : Prix Jutra de la meilleure réalisation pour Les Muses orphelines
- 2007: Prix Génie de la meilleure réalisation pour Un dimanche à Kigali
- 2007: Prix Génie du meilleur montage sonore Un dimanche à Kigali
- 2007: Prix Génie du meilleur son d'ensemble Un dimanche à Kigali
- 2007: Prix Génie meilleure adaptation Un dimanche à Kigali
- 2007: Prix Génie meilleur film Un dimanche à Kigali
- 2007: Prix Jutra du meilleur montage sonore Un dimanche à Kigali
- 2007: Prix Jutra meilleure direction artistique  Un dimanche à Kigali
- 2007: Prix Jutra meilleure direction photo Un dimanche à Kigali
- 2007: Prix Jutra meilleur montage Un dimanche à Kigali
- 2007: Prix Jutra du meilleure réalisation Un dimanche à Kigali
- 2007: Prix Jutra meilleur film Un dimanche à Kigali